# Verdalsøra
Verdalsøra is een plaats in de Noorse gemeente Verdal, provincie Trøndelag. Verdalsøra telt 7474 inwoners (2007) en heeft een oppervlakte van 5,72 km². Het dorp heeft een station aan Nordlandsbanen, de spoorlijn tussen Trondheim en Bodø.